# Хвітія Бідзіна Джандійович
Бідзіна Джандійович Хвітія (груз. ბიძინა ძანდიევიჩ ხვიტია; нар. 28 травня 1952) — радянський, грузинський та український футболіст, півзахисник.

## Життєпис
Народився 28 травня 1962 року. У командах майстрів виступав у другій лізі СРСР в 1982 році в тбіліському «Локомотиві» і в 1988 році в складі ФК «Зоря» (Калуга), де разом з командою зайняв 4-те місце в зональному турнірі. У 1990 році провів 16 матчів у вищому дивізіоні чемпіонату Грузії в складі «Самгуралі» з Цхалтубо й «Одіші» з Зугдіді. У 1991 році приєднався до шепетівського «Темпу», який виступав у Другій нижчій лізі СРСР (7 матчів). Напередодні старту сезону 1992/93 років підсилив «Вагонобудівник». У футболці стахановського клубу дебютував 17 серпня 1992 року в нічийному (1:1) виїзному поєдинку 1-го туру Другої ліги України проти донецького «Шахтаря-2». Бідзіна вийшов на поле в стартовому складі та відіграв увесь матч. У сезоні 1992/93 років зіграв 25 матчів у Другій лізі України. Також у сезоні 1992/93 років провів 1 матч у чемпіонаті Луганської області.